# Van Heemskerck

Niederländisches Geschlechtswappen (1815/1821)

Van Heemskerck, auch Van Heemskerck van Beest sowie Von Heemskerck, ist eine niederländische Familie des Adels und Patriziats.

## Geschichte
Die Ursprünge des Rittergeschlechts liegen im Mittelalter. Die Hauptlinie der Heemskerck, die Rentmeister von Terschelling und Süd-Kemmenerland, ist um 1640 ausgestorben.
1420 trat die Familie mit Dirck Gerritsz. van Beest erstmals in Delft auf. Diese Familie, die in der Regierung der Stadt Delft saß, nahm Anfang des 17. Jahrhunderts den Namen Van Heemskerck van Beest an, um damit ihre behauptete Abstammung aus der Familie Van Heemskerck zu unterstützen. Diese Abstammung aus dem altadeligen Geschlecht ist nicht bewiesen. Im 17. Jahrhundert gelangte die Familie auch in die Amsterdamer Stadtregierung. 1687 wurde das Geschlecht in den Reichsgrafenstand erhoben. Seit dem 18. Jahrhundert trat die Familie zumeist nur mehr unter dem Namen Van Heemskerck in Erscheinung, wobei diverse Personen im 19. und 20. Jahrhundert weiterhin den doppelten Namen führten. Im Jahre 1815 wurde ein Familienzweig mit dem Prädikat Jonkheer in den neuen niederländischen Adel eingeführt. 1896 wurde das Geschlecht mittels eines gekauften Offizierspatent unter dem Namen Von Heemskerck auch in den preußischen Adel eingeführt.

## Personen
- Gerrit van Heemskerck (1365–1429), Herr von Heemskerk und Terschelling, führender Edelmann auf Seiten der Kabeljau im Haken-und-Kabeljau-Krieg
- Jacob van Heemskerk (1567–1607), Seefahrer, Vizeadmiral, und Kapitän der Niederländischen Ostindien-Kompanie
- Johan van Heemskerk (1597–1656), Schriftsteller des Barock, Rechtsanwalt und Politiker
- Coenraad van Heemskerck (1646–1702), Reichsgraf von Heemskerck, Pensionär von Amsterdam und Diplomat
- Willem van Heemskerck (1718–1784), Reichsgraf von Heemskerck, Amsterdamer Regent und Bürgermeister
- Jacoba van Heemskerck (1876–1923), Künstlerin